# Spygate (théorie du complot)
Pour les articles homonymes, voir Spygate.
Spygate est le nom donné par Donald Trump à un complot qui aurait été initié contre lui. Le nom fait référence au scandale du Watergate.
Le terme est né sous la plume du président Trump en mai 2018. Selon lui, l'administration Obama aurait placé un espion dans sa campagne présidentielle de 2016 à des fins politiques,,,.

## Historique
La première accusation de Trump était dans un tweet du 17 mai 2018 dans lequel il citait Andrew C. McCarthy (en), qui venait de paraître sur Fox & Friends répétant des affirmations de son article du 12 mai pour le National Review.
Trump a fait plus d'affirmations, sans fournir de preuves, le 18 mai et les 22 et 23 mai 2018, ajoutant que cela avait été fait dans le but d'aider la rivale de Trump, Hillary Clinton, à remporter les élections générales. Il a dit que cet espion avait été payé « une énorme somme d'argent » pour cela,. Au milieu et au second semestre 2016, le professeur Stefan Halper, une source confidentielle de longue date du renseignement américain, a commencé à travailler en tant qu'informateur secret pour le FBI, ciblant séparément trois conseillers de campagne Trump dans un effort secret pour enquêter sur une ingérence russe soupçonnée dans les élections américaines de 2016. Cependant, en mai 2018, l'administration Trump n'avait produit aucune preuve que Halper avait effectivement rejoint la campagne Trump ou que sa surveillance de la campagne était inappropriée.

## Source de traduction
- (en) Cet article est partiellement ou en totalité issu de l’article de Wikipédia en anglais intitulé « Spygate (conspiracy theory) » (voir la liste des auteurs).